# Autonomous Region in Muslim Mindanao
Autonomous Region in Muslim Mindanao (ook wel ARMM) was een autonome regio in de Filipijnen. Het regionale centrum bevond zich in zowel Cotabato City als Zamboanga City hoewel deze steden niet tot de regio behoorden. Bij de laatste census in 2007 had de regio ruim 4,1 miljoen inwoners. De regio werd in 2019 opgeheven en ging door onder de nieuwe Autonome Regio Bangsamoro in Islamitisch Mindanao.

## Geografie

### Bestuurlijke indeling
ARMM was onderverdeeld in vijf provincies.

#### Provincies
- Basilan (zonder Isabela City)
- Lanao del Sur
- Maguindanao
- Sulu
- Tawi-Tawi

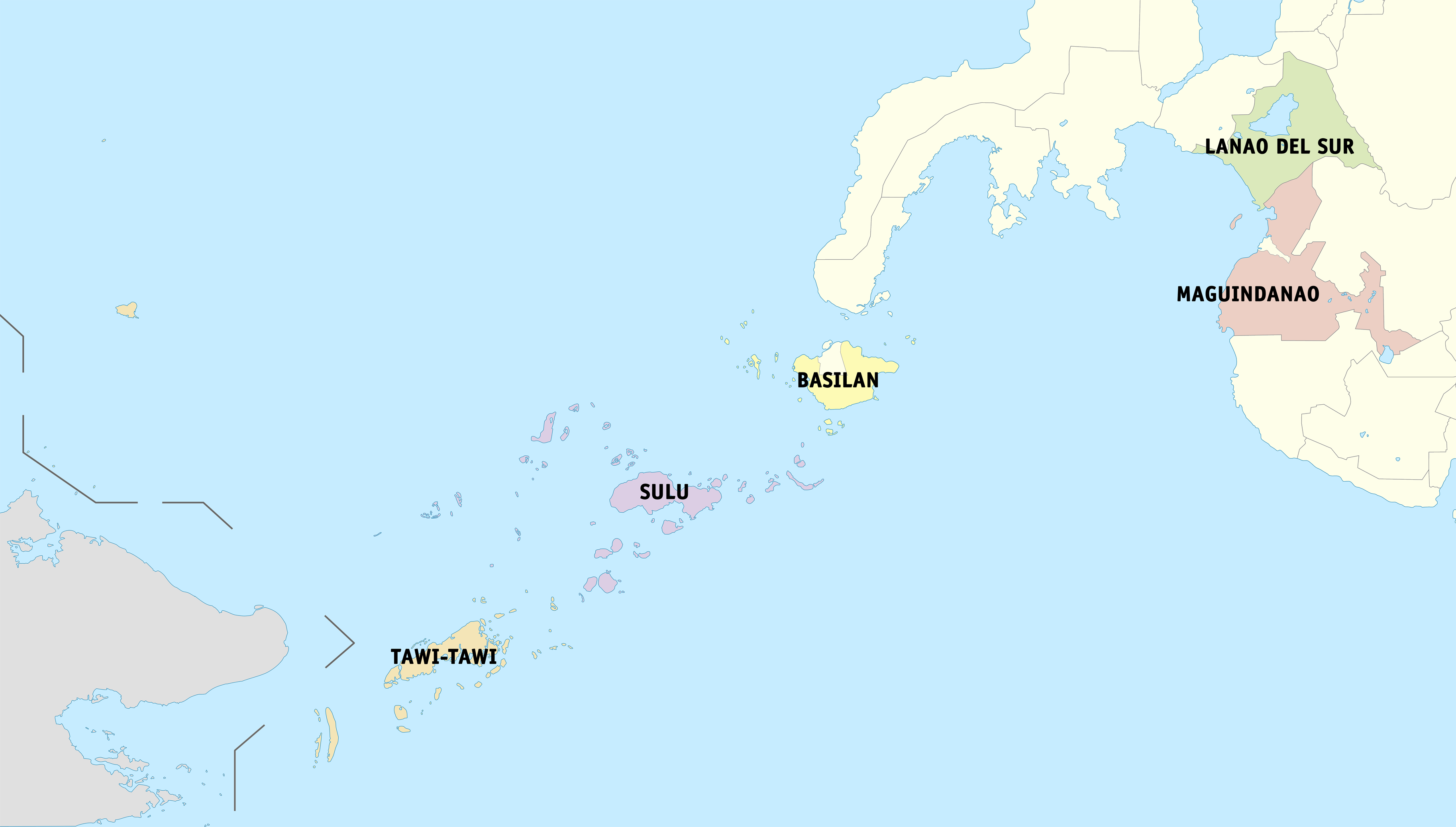

Deze provincies waren weer onderverdeeld in één stad en 106 gemeenten.

## Bestuur en politiek
De Autonomous Region in Muslim Mindanao was de enige Filipijnse regio met een eigen bestuur. De belangrijkste bestuurder van ARMM was de gouverneur. De gouverneur werd elke drie jaar gekozen en was het hoofd van het regionale bestuur en de uitvoerende commissies, agentschappen, raden en organen. De gouverneur werd geassisteerd door een kabinet met maximaal tien leden. De kabinetsleden werden door de gouverneur benoemd met goedkeuring van de Regionale Assemblée. 
Lijst van gouverneurs van ARMM
- 1990 - 1993 Zacaria Candao
- 1993 - 1996 Lininding Pangandaman
- 1996 - 2002 Nur Misuari
- 2001 - 2001 Alvarez Isnaji
- 2001 - 2005 Parouk S. Hussin
- 2005 - heden Zaldy Ampatuan

## Demografie
ARMM had bij de census van 2007 een inwoneraantal van 4.120.795 mensen. Dit zijn 1.317.750 mensen (47,0%) meer dan bij de vorige census van 2000. De gemiddelde jaarlijkse groei komt daarmee uit op 5,46%, hetgeen hoger is dan het landelijk jaarlijks gemiddelde over deze periode (2,04%). Vergeleken met de census van 1995 is het aantal mensen met 1.758.495 (74,4%) toegenomen.
De bevolkingsdichtheid van ARMM was ten tijde van de laatste census, met 4.120.795 inwoners op 12695 km², 324,6 mensen per km².